# 核脉冲推进

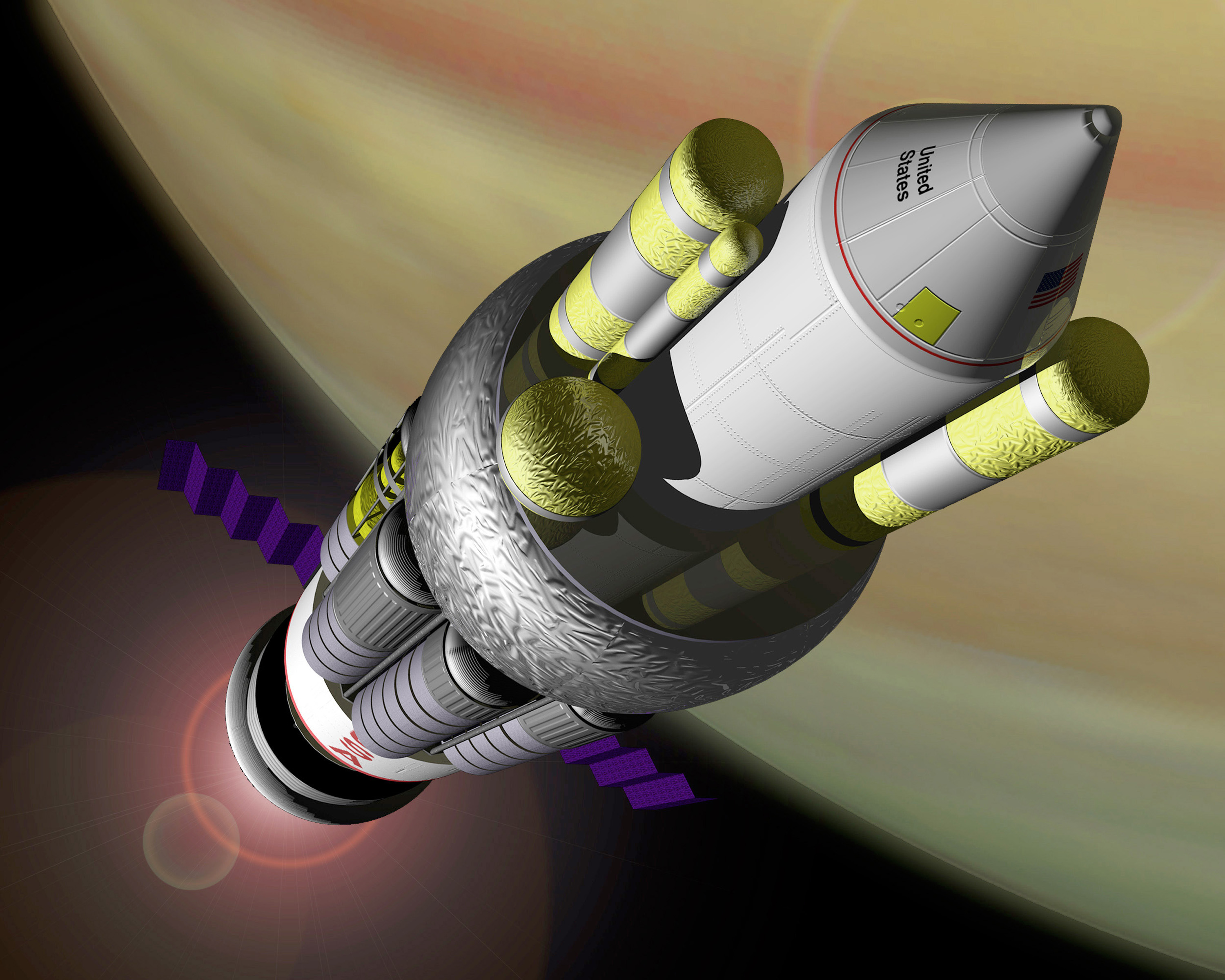
一位艺术家关于猎户座飞船的概念图，该飞船以核脉冲推进。

核脉冲推进（英語：Nuclear pulse propulsion，或NASA的一份文档中称呼过的外部脉冲等离子推进 external pulsed plasma propulsion）是一个提议中的使用核爆做推力的航天器推进技术。其最早是作为DARPA的“獵戶座计划”，1957年由斯塔尼斯拉夫·马尔钦·乌拉姆提议而来。以惯性约束聚变为起点的新提议有著名的代達羅斯計劃和不太有名的Project Longshot。